# Stephen Lovatt
Stephen Lovatt, es un actor neozelandés principalmente conocido por haber interpretado a Max Hoyland en la serie australiana Neighbours.

## Biografía
Stephen tiene dos hermanos Alistair y Fiona Lovatt.
Sale con la directora Kirsten Green, con quien tiene dos hijos Seamus y Coco Lovatt.

## Carrera
Stephen ha aparecido en comerciales para K-Mart Kids Wear, John West Tuna y el Australian Army.
En 1995 se unió al elenco principal de la serie Mysterious Island donde interpretó a Gideon Spilett.
En 1998 interpretó al doctor Thomas Albert "Tom" Shawcross en la serie Medivac, ese mismo año interpretó al dios Morpheus en la serie Young Hercules.
En 1999 apareció como invitado en un episodio de la popular serie norteamericana Hercules: The Legendary Journeys donde interpretó a Galen, un cazador de vampiros.
En el 2000 interpretó a Hades, el dios del inframundo en la quinta temporada de la popular serie Xena: Warrior Princess, anteriormente había aparecido por primera vez en la serie en 1996 donde interpretó a Kirilus durante el episodio "Ties That Bind" y en 1998 dio vida a Phlanagus durante el episodio "A Good Day". El personaje de Hades fue interpretado por el actor Erik Thomson durante las cuatro primeras temporadas.
En el 2001 se unió al elenco principal de la serie Being Eve donde interpretó a Tim Baxter, el padre de Eve Baxter (Fleur Saville) hasta el final de la serie en el 2002. Ese mismo año apareció como invitado en un episodio de la serie policíaca Stingers y se unió al elenco recurrente de la serie Something in the Air donde interpretó a Foster Sutton.
El 22 de agosto de 2002 se unió al elenco de la popular serie australiana Neighbours donde interpretó a Maxwell "Max" Hoyland, el hermano de Izzy Hoyland y padre de Boyd Hoyland, Charlie Hoyland, Summer Hoyland hasta el 16 de febrero de 2007 después de que su personaje decidiera irse después de su matrimonio con Stephanie Scully terminara.
En el 2006 concursó en el programa Australia's Brainiest el cual ganó.
En el 2008 apareció en un episodio de la serie de televisión infantil Power Rangers Jungle Fury donde prestó su voz para el monstruo Hamhock.
En el 2009 se unió al elenco recurrente de la popular serie neozelandesa Go Girls donde interpretó a Larry Smart, el padre de Amy Smart (Anna Hutchison) y Possum Latimer (Brittany Wakelin) hasta el 2010. Ese mismo año apareció en la serie de ciencia ficción Legend of the Seeker donde interpretó a Declan.
En el 2011 se unió al elenco Spartacus: Gods of the Arena donde dio vida a Tullius, un rico comerciante y exsoldado que es asesinado por su rival Lentulus Batiatus (John Hannah). Ese mismo año apareció como invitado en la serie The Slap donde interpretó a un oficial de la policía.

## Filmografía[3]

### Series de Televisión
| Año         | Serie                               | Personaje            | Notas                               |
| ----------- | ----------------------------------- | -------------------- | ----------------------------------- |
| 2018        | Roman Empire                        | Pompeyo              | 5 episodios                         |
| 2018        | James Patterson's Murder Is Forever | Sargento Wylie       | episodio "Murder in Paradise"       |
| 2016        | Ash vs. Evil Dead                   | Sheriff Thomas Emery | 5 episodios                         |
| 2016        | Hillary                             | Sir. Col. John Hunt  | 4 episodios                         |
| 2016        | The Making of the Mob               | Dean O'Banion        | 8 episodios                         |
| 2014        | Hope and Wire                       | Jonty Smith-Robinson | 3 episodios - miniserie             |
| 2013        | Harry                               | Det. Kevin Gray      | 6 episodios                         |
| 2013        | Top of the Lake                     | Oficial Pete         | 6 episodios - miniserie             |
| 2012        | Australia on Trial                  | Mr. Hill             | episodio "The Mount Rennie Outrage" |
| 2011        | The Slap                            | Oficial              | episodio "Rosie"                    |
| 2011        | Killing Time                        | Fiscal de la Corona  | episodio # 1.10                     |
| 2011        | Spartacus: Gods of the Arena        | Tullius              | 6 episodios                         |
| 2009 - 2010 | Go Girls                            | Larry Smart          | 15 episodios                        |
| 2009        | Legend of the Seeker                | Declan               | episodio "Confession"               |
| 2008        | Power Rangers Jungle Fury           | Hamhock              | episodio "Bad to the Bone"          |
| 2002 - 2007 | Neighbours                          | Max Hoyland          | 220 episodios                       |
| 2001 - 2002 | Being Eve                           | Tim Baxter           | 22 episodios                        |
| 2002        | Mataku                              | Trevor               | episodio "The Sisters"              |
| 2002        | Revelations                         | George Kent          | episodio "False Witness"            |
| 2002        | The Strip                           | Shane                | 8 episodios                         |
| 2001        | Something in the Air                | Foster Sutton        | 14 episodios                        |
| 2001        | Stingers                            | Liam O'Shea          | episodio "Slice"                    |
| 2000        | Cleopatra 2525                      | Schrager             | 2 episodios                         |
| 2000        | Xena: Warrior Princess              | Hades                | 3 episodios                         |
| 1999        | Hercules: The Legendary Journeys    | Galen                | episodio "Darkness Visible"         |
| 1997, 1999  | Duggan                              | Alan Galway          | 3 episodios                         |
| 1998        | Young Hercules                      | Morpheus             | 3 episodios                         |
| 1998        | Medivac                             | Dr. Tom Shawcross    | -                                   |
| 1995        | Mysterious Island                   | Gideon Spilett       | 22 episodios                        |
| 1994        | High Tide                           | Simon Shorr          | episodio "Sitting Ducks"            |
| 1991        | Shark in the Park                   | Terry Hicks          | episodio "The Only Thing to Fear"   |
| 1989        | The Ray Bradbury Theater            | Hombre               | episodio "A Miracle of Rare Device" |

### Películas
| Año  | Título                          | Personaje        | Notas                                                                     |
| ---- | ------------------------------- | ---------------- | ------------------------------------------------------------------------- |
| 2013 | The Cure                        | Ted Garner       | junto a Daniel Lissing, John Bach, Antonia Prebble y Nathalie Boltt       |
| 2011 | Rest for the Wicked             | Abogado          | junto a Bruce Allpress, John Bach, Cherie Bradshaw y Phillip Greeves      |
| 2011 | Waitangi: What Really Happeneds | Busby            | junto a Rawiri Paratene, Jarod Rawiri, Craig Parker y Simon London        |
| 2010 | Spies and Lies                  | Meikle           | junto a Antony Starr y Peter Hambleton                                    |
| 2010 | Stolen                          | Oficial Robinson | junto a Nick Blake, Fraser Brown y Peter Hambleton                        |
| 2009 | Horses                          | Craig            | corto - junto a Genevieve McClean, Rema Smith y Peter Takapuna            |
| 2008 | Show of Hands                   | Hatch            | junto a Chelsie Preston Crayford, Melanie Lynskey y Craig Hall            |
| 2003 | The Gateway to Hell             | Padre Samson     | corto - junto a Mark Clare y William Wallace                              |
| 2002 | This Is Not a Love Story        | Tony             | junto a Sarah Smuts-Kennedy, Peta Rutter y Bruce Hopkins                  |
| 2001 | Zenon: The Zequel               | Wills            | junto a Kirsten Storms, Shadia Simmons y Lauren Maltby                    |
| 2000 | Savage Honeymoon                | Phil Webb        | junto a Elizabeth Hawthorne, Sophia Hawthorne, Craig Hall y Bruce Hopkins |
| 1997 | Highwater                       | -                | junto a Michael Galvin, Michael Hurst y Katrina Browne                    |
| 1993 | Typhon's People                 | Denzil           | junto a Greg Wise, Alfred Molina, John Bach, Michael Hurst y Lucy Lawless |
| 1992 | Absent Without Leave            | Soldado          | junto a Craig McLachlan, Katrina Hobbs, Judie Douglass y Tony Barry       |

### Productor
| Año  | Título  | Notas             |
| ---- | ------- | ----------------- |
| 2011 | Hauraki | corto - productor |

### Apariciones
| Año  | Programa                  | Notas                                                            |
| ---- | ------------------------- | ---------------------------------------------------------------- |
| 2006 | Australia's Brainiest Kid | concursante episodio "Australia's Brainiest Neighbour" - ganador |

### Teatro[6]
| Año         | Obra                          | Personaje      | Director (a)      | Teatro            | Notas                                                                |
| ----------- | ----------------------------- | -------------- | ----------------- | ----------------- | -------------------------------------------------------------------- |
| 2014        | Fallen Angels                 | Fred           | Raymond Hawthorne | Q Theatre         | junto a Claire Dougan, Lisa Chappell & Stelios Yiakmis               |
| 2012        | The Motor Camp                | Frank Redmond  | Roy Ward          | Auckland Theatre  | junto a Greg Johnson, Lisa Chappell y Nicola Kawana                  |
| 2011        | The Only Child                | Alfred         | Shane Bosher      | Silo Theatre      | -                                                                    |
| 2010        | When The Rain Stops Fallingh  | Gabriel/Henry  | Shane Bosher      | Silo Theatre      | -                                                                    |
| 2009        | The Scene                     | Charlie        | Peter Elliott     | Silo Theatre      | junto a Jo Davison                                                   |
| 2009        | Moonlight & Magnolias         | Victor Fleming | Bruce Beresford   | Melbourne Theatre | junto a Patrick Brammall, Marg Downey y Nicholas Hammond             |
| 2007        | The Real Thing                | Henry          | Shane Bosher      | Silo Theatre      | junto a Cameron Rhodes, Paul Ellis, Michelle Blundell y Brian Rankin |
| 2006        | The End of the Golden Weather | -              | Mark Clare        | Herald Theatre    | -                                                                    |
| 2004        | The Sapphires                 | -              | Wesley Enoch      | Melbourne Theatre | junto a Wayne Blair, Lisa Flanagan, Deborah Mailman y Ursula Yovich  |
| 2002        | Leah                          | Edmund         | Simon Bennett     | -                 | -                                                                    |
| 2000        | Cat On A Hot Tin Roof         | -              | -                 | Downstage Theatre | -                                                                    |
| 2000        | A Midsummer Nights Dream      | Puck           | Simon Bennett     | -                 | -                                                                    |
| 1999        | Foreskin's                    | Irish          | -                 | -                 | -                                                                    |
| 1996        | The Changeling                | Lollio         | -                 | Watershed Theatre | -                                                                    |
| 1995 - 1996 | Arcadia                       | Septimus Hodge | -                 | Circa Theatre     | -                                                                    |

## Premios y nominaciones
| Año  | Categoría                         | Premio              | Película/Obra               | Resultado |
| ---- | --------------------------------- | ------------------- | --------------------------- | --------- |
| 2003 | Best Digital Feature Performance  | Film Award          | This Is Not a Love Story    | Nominado  |
| -    | Best Male Performance of the Year | The Listener Award  | When the Rain Stops Falling | Ganó      |
| 1995 | Best Actor                        | Chapman Tripp Award | Arcadia                     | Ganó      |